# (74074) 1998 MC29
(74074) 1998 MC29 – planetoida z pasa głównego asteroid okrążająca Słońce w ciągu 4,15 lat w średniej odległości 2,58 j.a. Odkryta 24 czerwca 1998 roku.